# 8197 Мізунохіроші
8197 Мізунохіроші (8197 Mizunohiroshi) — астероїд головного поясу, відкритий 15 листопада 1993 року.
Тіссеранів параметр щодо Юпітера — 3,304.